# Памятник Пушка (Каменный Брод)
Памятник Пушка — памятник погибшим в 1941 году курсантам Ростовского артиллерийского училища (РАУ). Расположен в селе Каменный Брод Родионово-Несветайского района Ростовской области.

## История

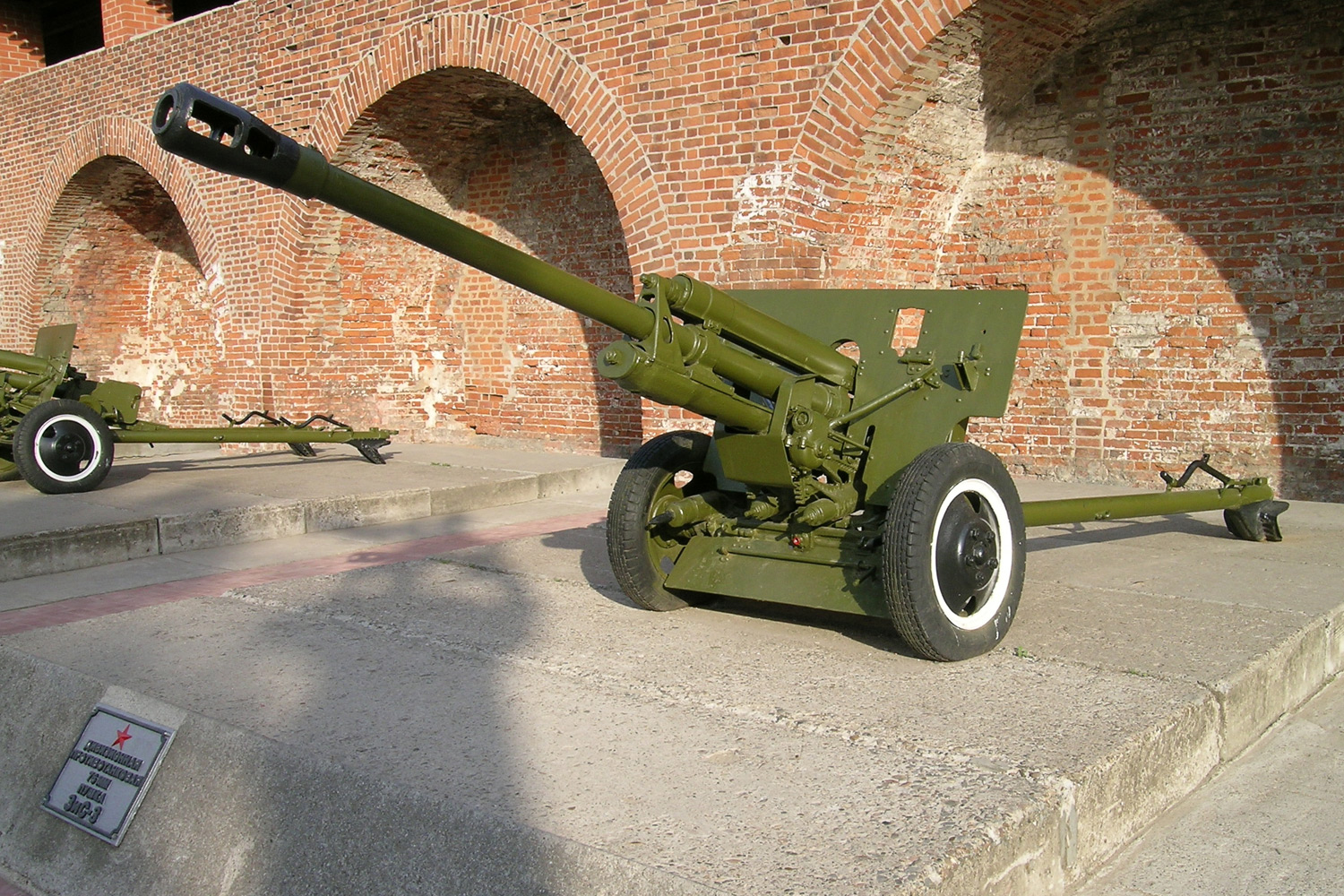
Пушка ЗИС-3

В ноябре 1941 года немцы рвались к Ростову. На пути у них был хутор Каменный Брод. Хутор на расположенном поблизости кургане Бабичий оборонял отряд курсантов Ростовского Артиллерийского училища, входивший в состав недавно созданного Пятого Коммунистического полка. Непосредственно перед Каменным Бродом располагались основные силы 3 - го сводного курсантского полка из 1427 человек.
Утром 17 ноября против курсантов были брошены фашистские танки и механизированные колонны немецкой 14 тд. Завязался тяжелый бой. В первой же атаке немцы потеряли несколько танков и десятки солдат и офицеров. Курган стал для них крепостью в степи. Через полчаса гитлеровцы предприняли новую атаку. Был убит командир роты капитан А.А. Смирнов. Командование ротой принял командир взвода лейтенант И. Л. Сорока. Вскоре и он бы убит, его сменил младший политрук В. А. Байрученко, он вскоре и он был сражен.  Когда в обороне сложилось критическое положение, на опасный ее участок, район кургана, прибыл батальонный комиссар М. А. Залкан, взявший на себя командирование отрядом. Бой под его командованием продолжался до темноты.
В этот же день в стороне от хутора Каменный Брод немцы широким фронтом двигались на запад к Ростову. Они смели оборонительные линии 317 стрелковой дивизии, к полудню взяли село Большие Салы, после чего часть их сил вернулась к Тузлову, там в окопах находилось несколько тысяч плененных бойцов Красной армии. Немцы строили пленных колоны и отправляли в село Несветай.
На следующий день высота у хутора Каменный Брод была снова в наших руках. На поле боя лежали убитыми курсанты. Большинство их, включая комиссара Залкана погибли, раздавленные гусеницами танков. Оборону держала рота курсантов в количестве 78 человек, из них только 8 человек осталось в живых.  Останки бойцов были похоронены на кургане в братской могиле. 21 ноября передовые части Южного фронта подтянулись к Тузлову, где на его северной стороне развернули передовые позиции.
В 1960 году останки 72-х погибших курсантов были перенесены в братскую могилу на центральной площади хутора Каменный Брод. На месте боев в ноябре 1941 года, в честь курсантов-артиллеристов Ростовского училища в 1972 году был сооружен памятник.
В 90-е годы XX века памятник сильно пострадал от хулиганов, на пушке сошла краска, появилась ржавчина, была сорвана памятная табличка. В 2000-х годах памятник был восстановлен местным фермером Владимиром Александровичем. В 2009 году Некоммерческое Партнёрство "Южархеология" взяло  памятник на попечение. Была восстановлена памятная доска, приведена в порядок прилегающая территория, высажена аллея деревьев.

## Описание
Памятник «Пушка» воздвигнут в честь курсантов-артиллеристов Ростовского училища, героически сражавшихся в 41-м году на подступах к хутору Каменный Брод. Установлен памятник на склоне кургана в 2 километрах от хутора Каменный Брод и реки Тузлов.
Памятник открыт 18 ноября 1972 года и представляет собой пушку ЗИС – 3, направленную дулом в сторону от кургана, установленную на высоком кирпичном пьедестале. В передней части пьедестала выложена кирпичная кладка для цветов. С высоты кургана хорошо просматривается окружающая местность. Пушка ЗИС – 3 (76-мм дивизионная пушка образца 1942 года) является символом мужества бойцов Красной Армии. На передней стороне пьедестала закреплена поясняющая табличка.